# QQ邮箱
QQ邮箱是腾讯公司在2002年推出的邮箱服务。2005年3月，腾讯收购Foxmail，张小龙及研发团队20余人不久后进入腾讯。2005年4月腾讯广州研究院成立，主要负责邮件相关业务的研发和运营。经过三年打磨，QQ邮箱于2008年3月成为中國大陸使用人数最多的邮箱产品。用户使用QQ帐号登录并注册QQ邮箱后即可使用QQ邮箱对其他电子邮箱发送邮件。QQ邮箱已推出iPhone、iPad、Android的手机客户端，用户也可以直接登录mail.qq.com在线查看邮件，或在微信和QQ客户端中收发邮件。

## 邮件审查
2021年多伦多大学公民实验室研究者检测了QQ邮箱使用的审查技术，发表了相关论文。